# Black-and-Tan-Gletscher
Der Black-and-Tan-Gletscher (black and tan engl. für „schwarz und bräunlich“) befindet sich in den Tordrillo Mountains in Alaska (USA). Benannt wurde der Gletscher 1958 vom U.S. Geological Survey (USGS).
Der Black-and-Tan-Gletscher ist ein Talgletscher im äußersten Westen der Tordrillo Mountains. Das Nährgebiet des Gletschers befindet sich 14 km nordwestlich des Mount Gerdine auf einer Höhe von 2500 m. Der lediglich 700 m breite Gletscher strömt längs einer Geraden in nordnordwestlicher Richtung und endet nach 16,3 km auf einer Höhe von 600 m. Der 4 km lange Black and Tan Creek, ein rechter Nebenfluss des Skwentna River, bildet den Abfluss des Gletschers. Westlich des Gletschers befindet sich das Flusstal des Skwentna River, östlich des Black-and-Tan-Gletschers strömt der Hayes-Gletscher in nordöstlicher Richtung.